# ذا كيد لاروي
ذا كيد لاروي هو مغني أسترالي ولد في 17 أغسطس 2003.

## روابط خارجية
ذا كيد لاروي على موقع IMDb (الإنجليزية)
- ذا كيد لاروي على موقع ميتاكريتيك (الإنجليزية)
- ذا كيد لاروي على موقع روتن توميتوز (الإنجليزية)
- ذا كيد لاروي على موقع ميوزك برينز (الإنجليزية)
- ذا كيد لاروي على موقع أول ميوزيك (الإنجليزية)
- ذا كيد لاروي على موقع ديسكوغز (الإنجليزية)
- ذا كيد لاروي على موقع قاعدة بيانات الفيلم (الإنجليزية)